# Slepoj muzykant
Slepoj muzykant (Слепой музыкант) è un film del 1960 diretto da Tat'jana Nikolaevna Lukaševič.